# The Theater Equation
The Theater Equation è il primo album dal vivo del gruppo musicale olandese Ayreon, pubblicato il 17 giugno 2016 dalla Inside Out Music.

## Il disco
Contiene l'intera registrazione dell'ultimo dei quattro concerti tenuti nel settembre 2015 a Rotterdam nei quali è stato eseguito nella sua interezza il sesto album in studio The Human Equation. Alle quattro date hanno preso parte gran parte dei musicisti originariamente apparsi nell'album, tra cui James LaBrie dei Dream Theater, Marcela Bovio degli Stream of Passion e il batterista Ed Warby.

## Tracce
Testi e musiche di Arjen Anthony Lucassen, eccetto dove indicato.
CD 1 – The Theater Equation Act 1
1. Day One: Vigil – 1:43
2. Day Two: Isolation – 8:12
3. Day Three: Pain – 4:50 (testo: Arjen Anthony Lucassen, Devin Townsend)
4. Day Four: Mystery – 6:05
5. Day Five: Voices – 6:52
6. Reprise Pain 1 – 0:34
7. Day Six: Childhood – 5:10
8. Day Seven: Hope – 2:22
9. Day Eight: School – 4:27 (testo: Arjen Anthony Lucassen, Devin Townsend)
10. Reprise Childhood – 1:08
11. Day Nine: Playground – 2:06
12. Day Ten: Memories – 3:52
13. Reprise Pain 2 – 1:39
14. Day Eleven: Love – 4:07

CD 2 – The Theater Equation Act 2
1. Day Twelve: Trauma – 9:41
2. Day Thirteen: Sign – 5:06 (testo: Arjen Anthony Lucassen, Heather Findlay)
3. Day Fourteen: Pride – 4:46
4. Reprise Vigil – 1:09
5. Day Fifteen: Betrayal – 5:09
6. Reprise School – 1:24
7. Day Sixteen: Loser – 4:15 (testo: Arjen Anthony Lucassen, Devin Townsend)
8. Day Seventeen: Accident? – 5:16 (testo: Arjen Anthony Lucassen, Devon Graves)
9. Reprise Pain 3 – 0:53
10. Day Eighteen: Realization – 3:05
11. Reprise Trauma – 2:14
12. Day Nineteen: Disclosure – 3:49
13. Day Twenty: Confrontation – 7:27
14. Dream Sequencer System Offline – 1:15

DVD
1. The Theater Equation Act 1 – 53:07
2. The Theater Equation Act 2 – 55:29

### BD
The Theater Equation è stato commercializzato anche nel solo formato Blu-ray e comprende anche il dietro le quinte della realizzazione dello spettacolo e il trailer. Tale contenuto è inoltre presente nel secondo DVD dell'edizione deluxe dell'album.
1. The Theater Equation Act 1 – 53:07
2. The Theater Equation Act 2 – 55:29
3. Try-Out Show – 28:58
4. The Theater Equation Trailer – 1:26
5. Behind the Scenes – 39:01
6. Curtain Calls – 8:52

## Formazione
- James LaBrie – voce di Me
- Marcela Bovio – voce di Wife
- Jermain "Wudstik" van der Bogt – voce di Best Friend
- Mike Mills – voce di Rage e di Father
- Magnus Ekwall – voce di Pride
- Irene Jansen – voce di Passion
- Heather Findlay – voce di Love
- Eric Clayton – voce di Reason
- Anneke van Giersbergen – voce di Fear
- Devon Graves – voce di Agony
- Peter Moltmaker – voce di Doctor
- Nienke Verboom – voce di Nurse 1
- Katinka van der Harst – voce di Nurse 2
- Anita van der Hoeven – voce di Mom
- Marcel Coenen – chitarra
- Freek Gielen – chitarra
- Johan van Stratum – basso
- Erik van Ittersum – tastiera, sintetizzatore
- Ruben Wijga – tastiera, sintetizzatore
- Ed Warby – batteria
- Ben Mathot – violino
- Maaike Peterse – violoncello
- Jeroen Goossens – flauti, legni
- Epic Rock Choir – coro
- Laura ten Hoedt – conduzione del coro

## Classifiche
| Classifica (2016) | Posizione massima |
| ----------------- | ----------------- |
| Belgio (Fiandre)  | 133               |
| Germania          | 12                |
| Paesi Bassi       | 69                |